# José Antonio Villanueva Muñoz
José Antonio Villanueva Muñoz (Cartagena, 16 de agosto de 1985) es un futbolista profesional español. Cuenta con una amplia experiencia internacional tanto en Primera División como en Europa League. Actualmente milita en el Cartagena Fútbol Club de la Tercera División de España en el que juega como delantero.

## Trayectoria
Su carrera profesional se inició con apenas 17 años con el Cartagonova C.F., equipo de 2ªB, donde alternaría el filial con el primer equipo. Después de marcar 6 goles en los 4 partidos disputados en Copa, debutó en Liga con el equipo de su tierra de la mano de Miguel Rivera Mora ante el Real Jaén.
Varios clubs de Primera División se fijaron en él, Valencia CF , Elche CF, RCD Mallorca y Levante UD y después de los problemas económicos que sufrió el Cartagonova de Luis Oliver, decidió firmar por dos temporadas en Elche. Compaginó el División de honor con el Elche B, y llegó a ser llamado por Óscar Ruggeri varias veces con el primer equipo de 2ªA.
En la temporada 2007 fue convocado por la Selección de Cartagena en el Partido del Centenario del Fútbol en Cartagena, donde se jugó contra Islas Feroe, siendo uno de los jugadores más destacados, marcando un penalti a lo Panenka. Tras el partido fue nombrado por el Diario As como el "dandy" del partido. Posteriormente fue también convocado por la selección para disputar un amistoso contra la selección finlandesa.
Después de la magnífica temporada realizada, firmó en 2ªB por el CD Puertollano, donde jugó 29 partidos. En este periodo, fue convocado por la Selección de fútbol de la Región de Murcia, entrenada por José Antonio Camacho, para jugar en el Estadio Cartagonova contra Guinea Ecuatorial.
Tras finalizar en el CD Puertollano, firmó en la Primera División de los Emiratos Árabes Unidos en el Al Wasl Football Club de Dubái, entrenado por Alexandre Guimarães. En la temporada siguiente, tras rechazar una oferta importante de dos años en Grecia decide firmar en la Primera División de Chipre, por el Ethnikos Achnas, a las órdenes de Svetozar Šapurić quedando en el 6.º lugar, cerca de clasificarse para los play off de clasificación para la Europa League.
Después de su paso por el extranjero firmó una temporada en el Orihuela CF de 2ªB, donde prácticamente jugó la totalidad de los partidos, ayudando al equipo a llegar a los play off de ascenso a 2ªA, cayendo eliminados por el CD Guadalajara que finalmente subió a la 2ª división ( Liga Adelante ).
En enero de 2012 fichó por el Lorca Atlético CF, con el objetivo de ayudar a dicho club a mantener la categoría de 2ªB. En julio de 2012, se comprometió con el club marroquí CODM Meknès donde por problemas de impago se desvincula a los pocos meses, participando en la VI edición de sesiones AFE.
En la temporada 2013/14 pone rumbo a Italia para firma por el club siciliano Acireale de Lega Pro jugando la totalidad de partidos y siendo un jugador importante para mantener la categoría.
En la temporada 2015/2016 firma por el club FC Lusitanos de la 1ª división Andorrana, clasificándose para jugar la próxima fase de Europa League. Desde el arranque de la temporada 2016/17 se integró al Unió Esportiva Sant Julià, también de Andorra, donde clasificó para disputar la previa de Europa League correspondiente a la temporada 2017/18 siendo eliminados por el SK Skenderbeu de Albania.
El 30 de julio de 2018, se confirma su fichaje por el Lorca Deportiva Club de Fútbol de la Tercera División de España, en el jugaría durante una temporada, disputando los play-offs de ascenso a Segunda División B.
En agosto de 2019 regresa a su ciudad natal para reforzar al Cartagena Fútbol Club tras su ascenso a la Tercera División de España.

## Clubes
2019/20: Cartagena Fútbol Club

2018/19: Lorca Deportiva Club de Fútbol

2017/18: Unió Esportiva Sant Julià

2016/17: Unió Esportiva Sant Julià

2015/16: FC Lusitanos

2014/15: FC Pinatar

2013/14: S.S.D. Acireale Calcio 1946

2012/13: CODM Meknès / Torrevieja CF

2011/12: Lorca Atlético

2010/11: Orihuela CF

2009/10: Ethnikos Achnas

2008/09: Al-Wasl

2007/08: CD Puertollano

2006/07: AD Relesa Las Palas
 
2005/06: Mazarrón CF

2004/05: Elche CF

2003/04: Elche Ilicitano / Elche CF

2002/03: Cartagena C.F.

2001/02: CF Ciudad de Murcia

## Convocatorias Selección Murciana
Partidos Internacionales:

- Guinea Ecuatorial (Selección Absoluta de la Región de Murcia)

- Islas Feroe(Selección Absoluta de Cartagena)

- Finlandia sub-23 (Selección Sub-23 de Cartagena)